# Desa Waiha
Desa Waiha är en administrativ by i Indonesien.   Den ligger i provinsen Nusa Tenggara Timur, i den södra delen av landet, 1 400 km öster om huvudstaden Jakarta. Desa Waiha ligger på ön Pulau Sumba.